# Philotherma
Philotherma is een geslacht van vlinders van de familie spinners (Lasiocampidae), uit de onderfamilie Lasiocampinae.

## Soorten
- P. apithana Hering, 1928
- P. brunnea (Aurivillius, 1909)
- P. clara Bethune-Baker, 1908
- P. dentata Aurivillius, 1905
- P. fusca Aurivillius, 1909
- P. fuscescens Hampson, 1910
- P. goliath (Viette, 1962)
- P. grisea Aurivillius, 1915
- P. heringi Szent-Ivány, 1942
- P. jacchus Möschler, 1887
- P. kittenbergeri Szent-Ivány, 1942
- P. leucocyma (Hampson, 1909)
- P. media Aurivillius, 1909
- P. melambela Tams, 1936
- P. obscura Aurivillius, 1927
- P. ponera Hering, 1928
- P. rectilinea Strand, 1912
- P. rennei (Dewitz, 1881)
- P. rosa (Druce, 1887)
- P. rufescens Wichgraf, 1921
- P. simplex Wichgraf, 1914
- P. sordida Aurivillius, 1905
- P. spargata (Holland, 1893)
- P. tandoensis Bethune-Baker, 1927
- P. thoracica (Butler, 1895)
- P. trianguligera Aurivillius, 1927
- P. unicolor (Walker, 1855)
- P. vulpecula Strand, 1918